# Polyopisthocotylea
Polyopisthocotylea este o subclasă de platelminți paraziți din clasa Monogenea, cealaltă subclasă fiind Monopisthocotylea.

## Clasificare
Subclasa Polyopisthocotylea conține următoarele ordine:
- Chimaericolidea
- Diclybothriidea
- Mazocraeidea
- Polystomatidea

## Exemple de specii
- Diplozoon paradoxum, cunoscut pentru monogamia sa absolută, în care doi indivizi sunt sudați
- Lethacotyle vera, parazit al lui Caranx papuensis, „monogeneeanul care și-a pierdut cleștii”
- Polystoma integerrimum, care își sincronizează înmulțirea cu cea a gazdei sale
- Protocotyle euzetmaillardi, parazit al lui Hexanchus nakamurai, rechinul cu șase branhii cu ochii mari